# Pauline Newman (syndicaliste)
Pour les articles homonymes, voir Newman.
Pauline Newman, née dans les années 1890, à Kovno dans le Gouvernement de Kowno, division administrative de l'Empire russe, et morte le 8 avril 1986 à New York est une syndicaliste, féministe, réformatrice, journaliste et socialiste américaine connue pour son rôle dans l'extension et l'organisation de l'International Ladies' Garment Workers' Union et la promotion des femmes au sein des syndicats.
Des années 1920 aux années 1940, Pauline Newman est régulièrement élue vice-présidente de la section new-yorkaise de la Women's Trade Union League.

## Biographie

### Jeunesse et formation

#### Une famille juive pieuse

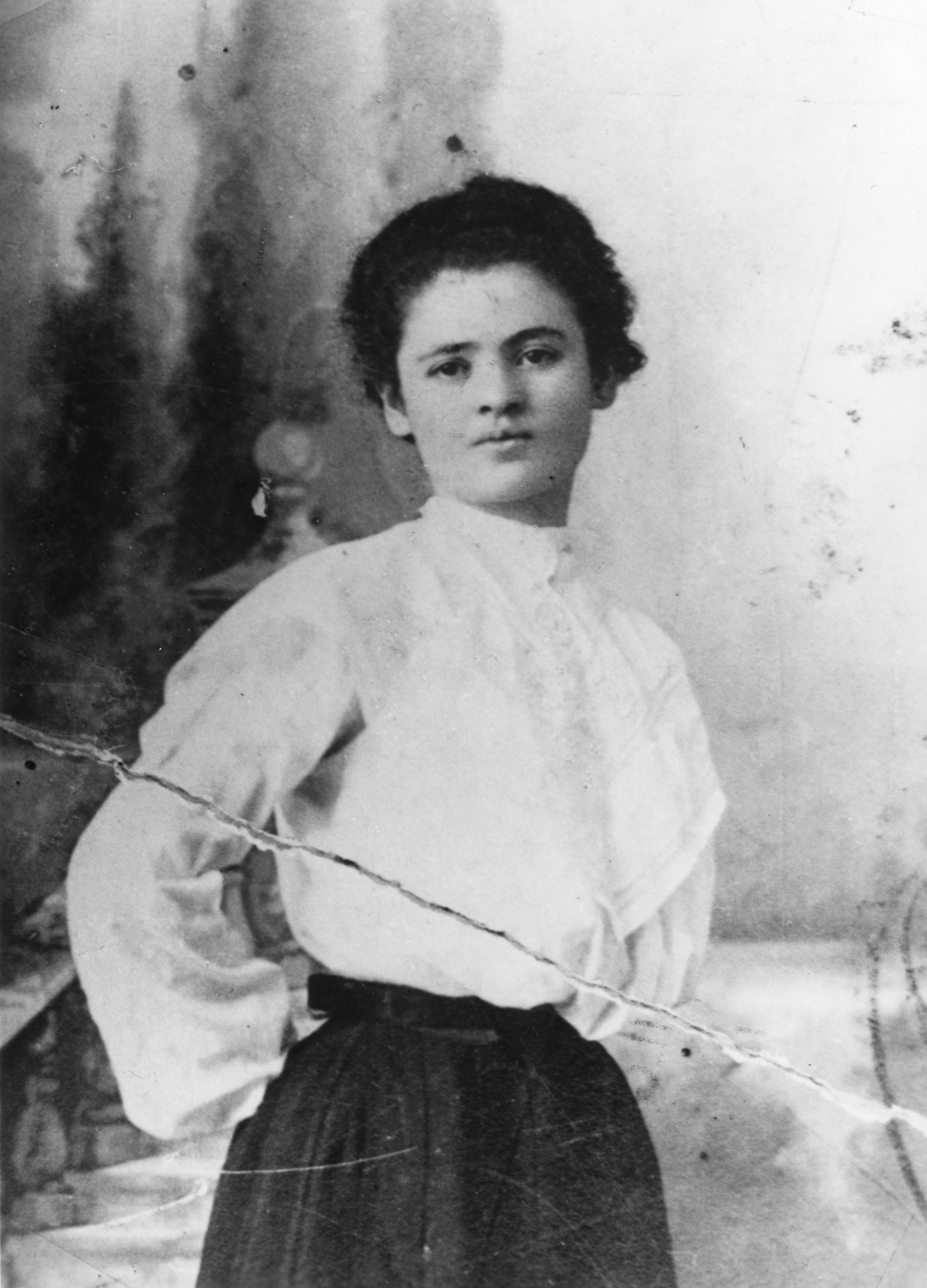
Clara Lemlich.

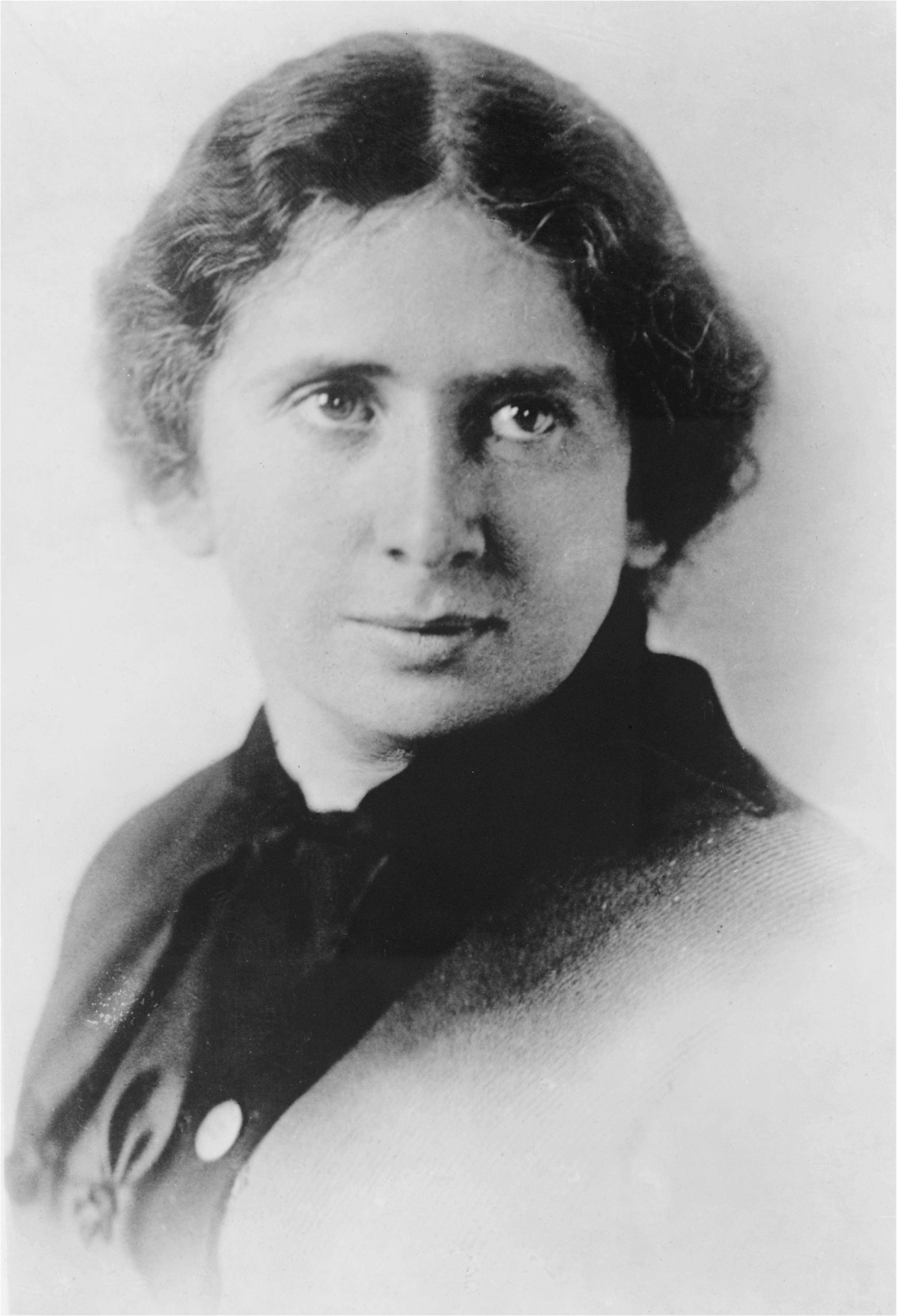
Rose Schneiderman.

Pauline Newman est née au sein d'une famille juive pieuse, elle est la benjamine de leurs quatre enfants (trois filles et un garçon). Son père gagne sa vie en enseignant le Talmud auprès de personnes riches, tandis que sa mère pourvoit aux besoins de sa famille en achetant des fruits aux paysans de la campagne environnante pour ensuite les vendre sur la place du marché de Kovno (l'actuel Kaunas). Le fait d'être élevée par sa mère qui fait vivre sa famille comme d'autres femmes juives née dans l'Empire russe, comme les mères de Clara Lemlich, Rose Schneiderman ou Fannia Cohn, la conforte dans l'idée que les femmes juives sont intrinsèquement aptes à la vie économique, contrairement aux américaines des classes moyennes qui se cantonnent au rôle de ménagère,,,,,,,.
Pauline Newman a appris l'hébreu et à lire le Talmud, grâce à son père. Dès son plus jeune âge, elle ressent un malaise vis-à-vis de la ségrégation des femmes lors des offices. Elle rencontre ce même obstacle lorsque le rabbin de Kovo lui interdit l'accès au Heder, mais face à son insistance, il lui permet d’assister au cours du dimanche où elle approfondit son hébreu et apprend le yiddish. Discriminations que Pauline Newman ne pouvait accepter, lorsqu'elle demande à son père les raisons de la séparation entre hommes et femmes à la synagogue, ses réponses ne lui conviennent pas, elle lui rétorque « Hommes comme femmes, nous nous rendons à la synagogue pour prier le même Dieu ! ». Ces rebuffades sont probablement à l'origine de ses engagements dans la lutte contre les discriminations envers les femmes tout au long de sa vie d'adulte,,.
Pauline Newman fait l'expérience de l’antisémitisme lorsque l'école primaire de Kovno refuse son admission parce qu'elle est juive et issue d'une famille pauvre. Expérience renforcée par la lecture des articles que fait son père de l'affaire Dreyfus,.

#### L'installation à New York

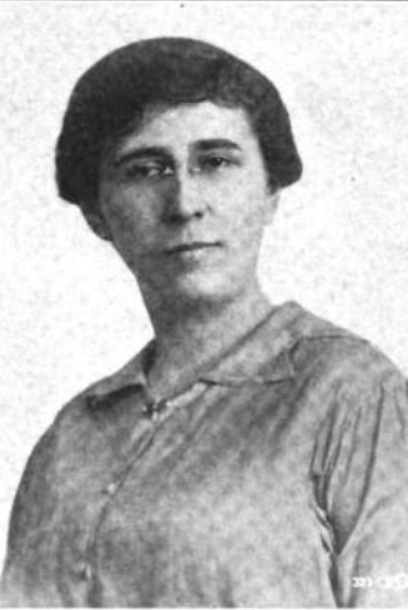
Fannia Cohn

En 1901, après la mort soudaine de son père, sa mère emmène Pauline Newman et ses deux sœurs pour New York rejoindre son frère. Elles s'installent dans le Lower East Side qui à l'époque est le quartier où vivent les Juifs venant de l'Europe de l'Est. Si les nouveaux arrivants sont fascinés par tous les divertissements qu'offre New York avec ses théâtres, salles de concert, grands magasins, parcs, il demeure qu'ils n'ont ni le temps, ni l'argent pour cela et tous doivent travailler dur pour subvenir à leurs besoins et ceux de leur famille respective. C'est ainsi que dès son arrivée à New York, Pauline Newman apprend par elle-même l'anglais américain et à neuf ans, elle commence à travailler dans une usine qui fabrique des brosses à cheveux. En 1902, elle travaille pour la Triangle Shirtwaist Factory, une des pires usines du secteur de la chemiserie. Elle y travaille douze heures par jour et six jours par semaine pour un salaire hebdomadaire d'1,50 $, dans un environnement bruyant, subissant les remontrances des contremaîtres. En plus d'une surveillance sourcilleuse, les pauses des toilettes des ouvrières sont chronométrées et en cas de dépassement peuvent donner lieu à des retenues sur salaire. Sur ces conditions de travail Pauline Newman écrira plus tard « Ce qui nous laissait un goût amer, c'est qu'au bout de la semaine, après avoir travaillé entre 70 et 80 heures, non seulement nous étions épuisées mais nous n'arrivions pas à joindre les deux bouts »,,,,,.

### Carrière

#### Des engagements précoces

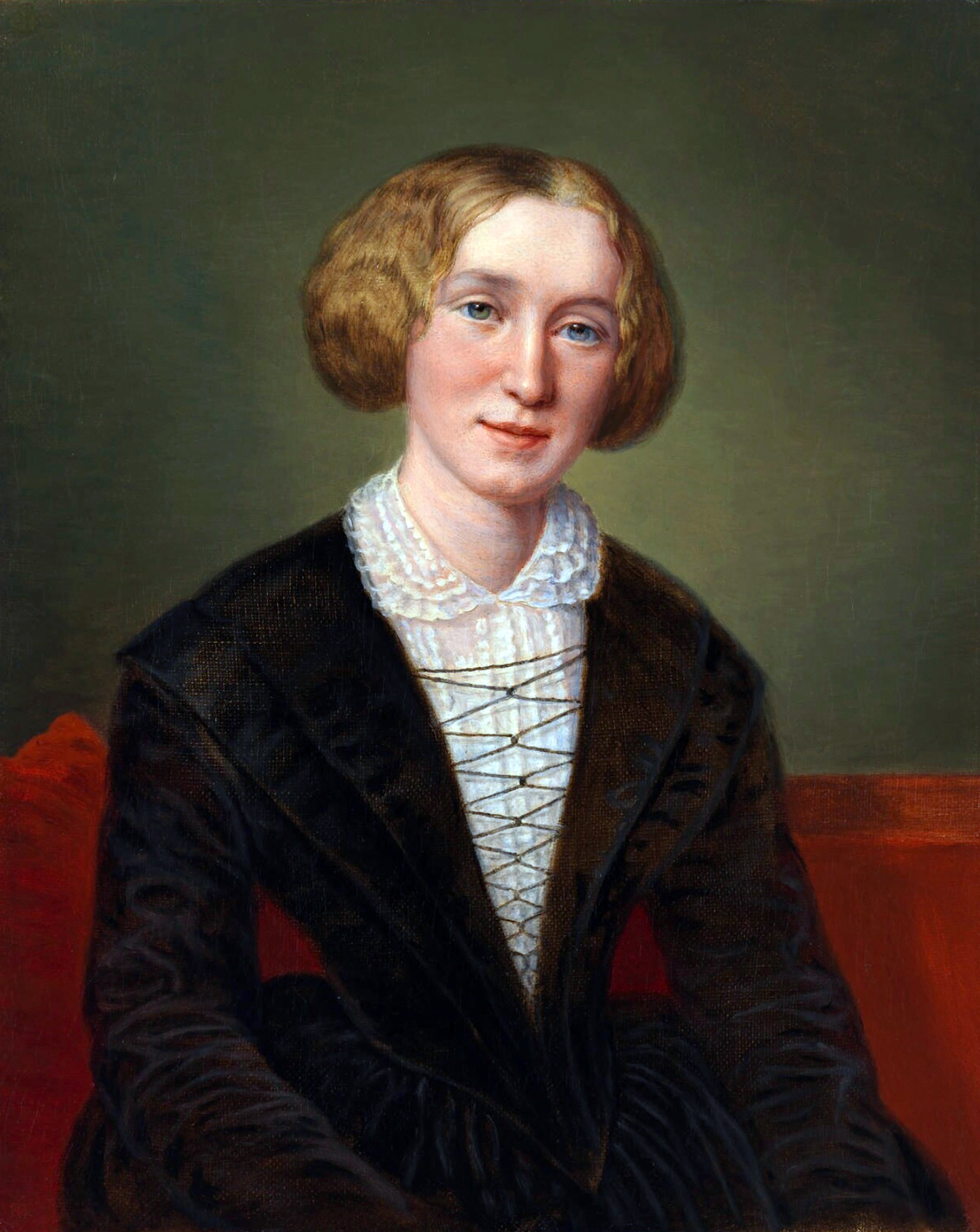
Portrait de George Eliot par François d'Albert Durade

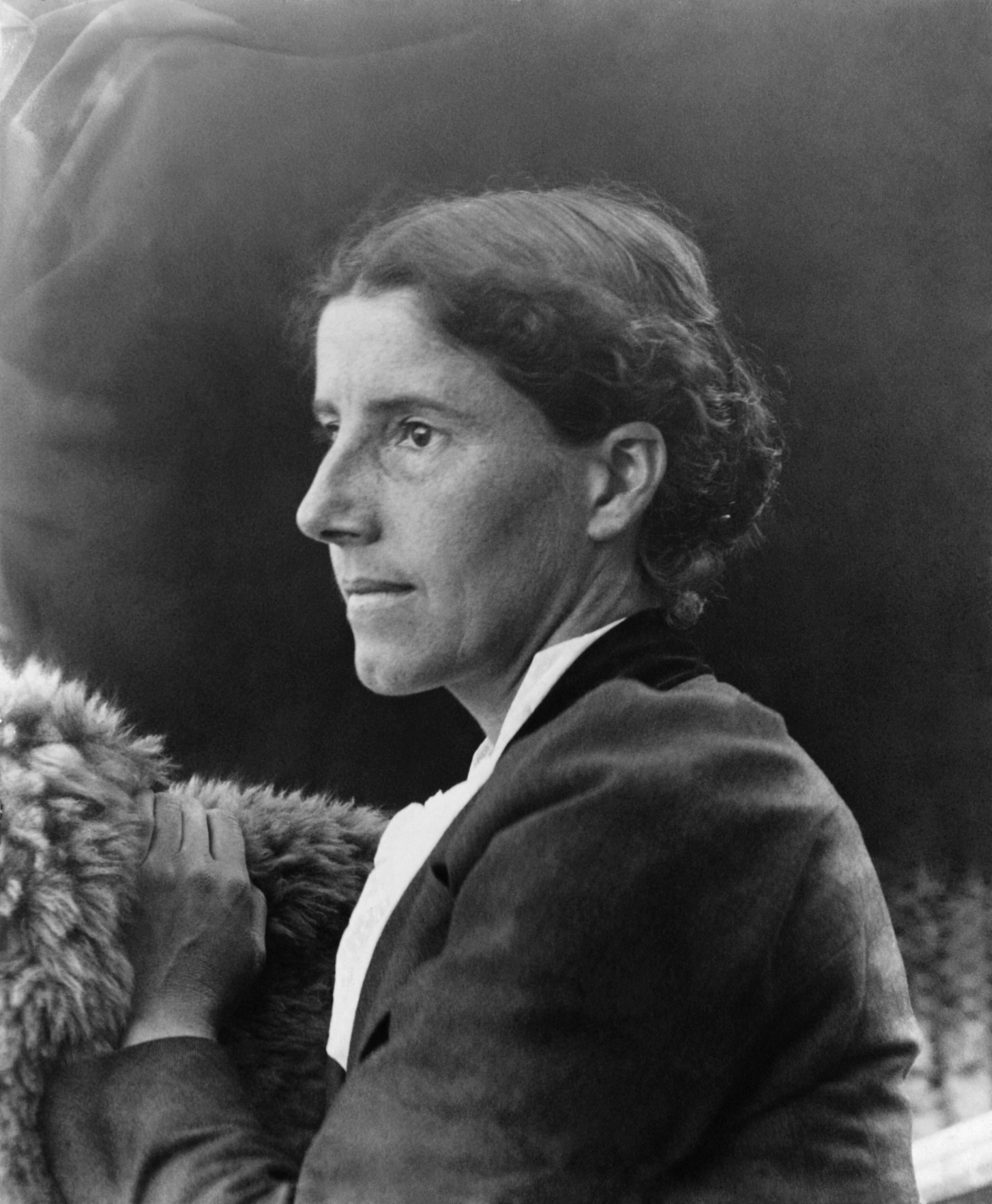
Photographie de Charlotte Perkins Gilman prise en 1900.

Déprimée par ses conditions de travail et de vie dans le Lower East Side, Pauline Newman, comme d'autres immigrants juifs, se tourne vers la lecture de la presse yiddish socialiste tel que le Jewish Daily Forward. Ces lectures lui donnent ses premières connaissances du syndicalisme et du socialisme. Elle lit également les classiques de la littérature russe. À ses 15 ans, elle adhère à la Socialist Literary Society où elle découvre la poésie américaine et la littérature réaliste, elle découvre à côté de Shakespeare les œuvres de Thomas Hardy, George Eliot, Charles Dickens devient l'un de ses auteurs favoris. Elle assiste à des conférences données à la Socialist Literary Society par Jack London, Charlotte Perkins Gilman et d'autres. Grâce à ses lectures, Pauline Newman approfondit son anglais et obtient une maîtrise du maniement de cette langue qui lui servira dans ses activités syndicales et politiques. Dès ses 16 ans, elle attire l'attention sur elle en raison des articles qu'elle rédige dans les colonnes du Jewish Daily Forward. En fréquentant le personnel du Jewish Daily Forward, Pauline Newman découvre le « socialisme juif » mariant le prophétisme biblique et les théories révolutionnaires du dix-neuvième siècle, plus spécialement Isaïe et Marx. En 1906, elle adhère à la section new-yorkaise du Parti socialiste d'Amérique, dirigée par Theresa Serber Malkiel, qui devient son mentor ; grâce à cette dernière elle se fait connaitre, juchée sur une caisse de savon, allant de carrefour en carrefour, elle harangue les passants aussi bien en yiddish qu'en anglais pour diffuser les idées du socialisme. Son style la rend populaire auprès des new-yorkais,,,,,.

#### Première grève

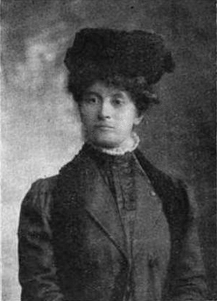
Photographie de Theresa Serber Malkiel prise en 1909.

Lorsqu'éclate la panique bancaire américaine de 1907, des milliers de personnes de New York sont menacées par des avis d'expulsions. Les personnes concernées sont essentiellement des pauvres migrants du quartier du Lower East Side de Manhattan. Pauline Newman, qui n'a que seize ans, mobilise un groupe de « femmes autonomes » composé de jeunes veuves et mères pour qu'elles se rassemblent sur les Palissade au-dessus de l'Hudson et y dressent un campement durant l'été. Dans ce camp, les femmes réunies partagent la nourriture, la boisson, font des randonnées aux alentours et la nuit tombée, elles se rassemblent autour d'un feu pour chanter des chansons russes ou yiddish. Ce groupe planifie une manifestation contre le coût élevé de la vie. Quand vient l'hiver, Pauline Newman, organise une grève des loyers suivie par plus de 10 000 locataires du Lower Manhattan. C'est la plus grande grève des loyers jamais vue à New York, même si les revendications n'ont pas été satisfaites, ce mouvement a galvanisé le mouvement des locataires. Ce coup d'éclat fait l'objet d'un article du New York Evening Journal, qui fait connaître Pauline Newman auprès du grand public new-yorkais et attire l'attention de Lillian Wald, et de Mary Kingsbury Simkhovitch (en), leaders du Settlement movement new-yorkais et celle du Parti socialiste qui l'engage sa jeune militante en 1908 comme secrétaire de la section de l'État de New York. Cette expérience de partage et de solidarité inspirera les actions futures de Pauline Newman et servira de modèle pour d'autres figures féminines du syndicalisme comme Fannia Cohn, Rose Schneiderman et Clara Lemlich. Expérience où ces jeunes ouvrières ont démontré qu'elles ne sont pas seulement des « esclaves d'atelier » mais qu'elles aspirent à vivre, aimer, danser, se faire belle comme toutes les autres femmes de leurs âges. Pauline Newman, Fannia Cohn, Rose Schneiderman et Clara Lemlich feront tout pour que ces jeunes ouvrières puissent réaliser leurs rêves,,,,,.

#### Seconde grève, le soulèvement des20 000

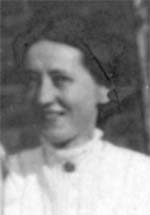
Leonora O'Reilly.

Margaret Dreier Robins.

Pauline Newman organise les ouvrières qui travaillent dans les ateliers et usines du vêtement du Lower Manhattan préparant en cela la grève dite du Soulèvement des 20 000, la plus importante grève des États-Unis. Le 22 novembre 1909, elle est présente dans le grand hall de l'université Cooper Union quand Clara Lemlich s'adresse aux jeunes ouvrières du textile en yiddish afin de lancer une grève générale frappant le secteur de l’industrie textile. Lorsque la grève éclate, celle-ci est dirigée et organisée par Clara Lemlich, Leonora O'Reilly, Rose Schneiderman, Margaret Dreier Robins, Mary Dreier, Fannia Cohn et Pauline Newman, qui apportent le soutien de l'International Ladies Garment Workers Union et de la Women's Trade Union League. Pour mobiliser l'opinion en faveur des grévistes, Pauline Newman tient des conférences auprès des femmes de la bourgeoisie où elle expose comment sont fabriqués les robes, chemisiers et autres vêtements de textile qu'elles portent, dans quelles conditions les ouvrières confectionnent leurs habits, ce qui entraîne le soutien financier et politique de deux femmes de la haute bourgeoisie new-yorkaise Anne Morgan et Alva Belmont cette dernière paiera systématiquement les cautions permettant de faire sortir de prison les manifestantes. Lors de ces conférences, Pauline Newman convainc ses auditrices en utilisant des figures littéraires qu'elle doit grâce à sa connaissance de la littérature réaliste, images connues également par les femmes aisées de New York et qui ont un pouvoir d'évocation qui suscite la sympathie et chez certaines la solidarité allant jusqu'à la participation aux piquets de grève et à des manifestations pour faire cesser les brutalités policières. Rose Schneiderman et Mary Dreier mobilisent 10 000 ouvrières pour une marche vers la mairie afin que le maire George McClellan commande de la retenue envers les forces de police,,,.

#### L'International Ladies Garment Workers Union
Les capacités d'organisatrice de Pauline Newman sont reconnues, aussi est-elle nommée au poste de déléguée à l'organisation syndicale pour mener à bien la réorganisation de l’International Ladies Garment Workers Union ( ILGWU ) après les grèves du « Soulèvement des 20 000 ». Cette nomination est l'occasion de quitter son emploi de la Triangle Shirtwaist Factory. C'est dans le cadre de ce nouvel emploi que Pauline Newman sillonne les États-Unis de 1909 à 1913 pour organiser plusieurs grèves au nom de l'ILGWU comme celle de Philadelphie qui mobilise 15 000 ouvrières du secteur du vêtement, puis celles de Cleveland, Boston, Kalamazoo, Muscatine. Quand elle intervient dans les camps miniers de l'Illinois du sud elle est écoutée avec perplexité, alors elle change son fusil d'épaule et fait alors campagne pour le droit de vote des femmes et pour la Women’s Trade Union League,,,.
Ces années lui font prendre conscience que la direction de l'ILGWU porte peu d'intérêt à la syndicalisation des femmes que leurs actions sont sous-évaluées, voire déniées. Bien que déçue par l'ILGWU, elle continue d'y travailler « tant qu'ils ne se décideront pas à me faire démissionner » et qu'il n'y aura pas un puissant syndicat représentant les ouvrières, l'attitude des hommes de l'ILGWU lui rappelle les rebuffades de son enfance à Kovno,,.

#### La journaliste
Pauline Newman, depuis ses premiers articles publié dans les colonnes du Jewish Daily Forward, publie de nombreux articles dans diverses revues et journaux comme The American Hebrew (en), le Labor Age (en), The Progressive Woman, le Life and Labor revue de la Women’s Trade Union League, Justice organe officiel de l’International Ladies Garment Workers Union et bien d'autres.

#### L'incendie de l'usine Triangle Shirtwaist de 1911

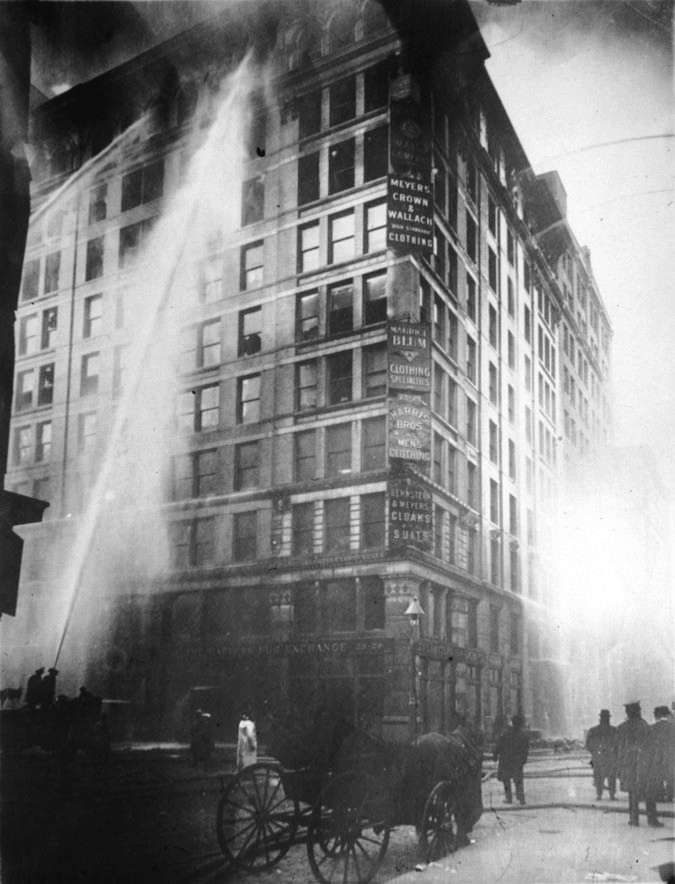
Photographie de l'incendie de l'usine Triangle Shirtwaist du 25 mars 1911

Photographie de Lillian Wald prise en 1920.

Comme tant d'autres, Pauline Newman est épouvantée par l'incendie de l'usine Triangle Shirtwaist qui a eu lieu le 25 mars 1911 à New York et est l'une des catastrophes industrielles les plus meurtrières de l'histoire de la ville,,. Le bilan fait état de 146 mortes et 71 blessées parmi les ouvrières dont la plupart d'entre elles étaient des immigrantes juives et italiennes. Elle est d'autant plus affligée qu'elle y a travaillé pendant sept ans et qu'elle connaissait bon nombre des victimes,,.
Une commission se met en place afin d'élaborer des propositions de réglementations de prévention de tels incendies,, la Joint Board of Sanitary Control (« Commission mixte de contrôle sanitaire ») composée de représentants des syndicats patronaux et syndicats ouvriers à parts égales ainsi que des représentants d la population . Cette commission propose à Pauline Newman de faire partie de cette commission, ce qu'elle accepte. Elle y siège aux côtés de Benjamin Schlesinger (en) de l'ILGWU , Lillian D. Wald et Henry Moskowitz (militant) (en) qui représentent le public. C'est le cadre de cette commission que Pauline Newman rend visite à plusieurs usines pour inspecter les risques d'incendie et faire remonter des propositions de loi auprès de la législature de l'État de New York. C'est au détour d'une de ses visites qu'elle fait la connaissance de Frances Perkins de la National Consumers League, toutes les deux inspecteront les usines new-yorkaises les plus dangereuses en matière des risques d’accidents,.

#### Frieda S. Miller

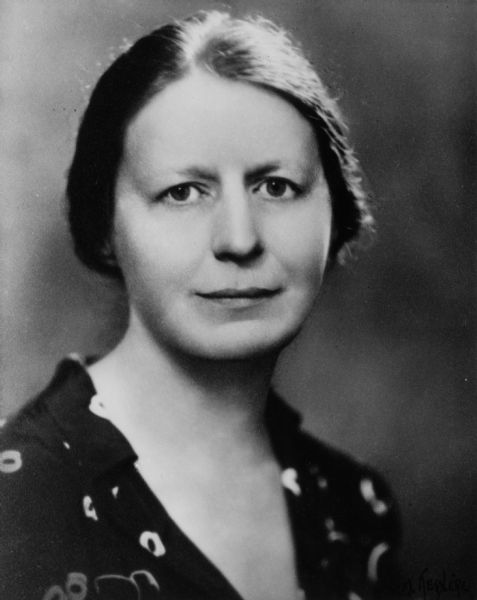
Photographie de Frieda S. Miller prise entre 1944 et 1950

En 1917, la Women’s Trade Union League (WTUL) envoie Pauline Newman à Philadelphie afin d'y monter une section de la WTUL, elle y fait adhérer les ouvrières des confiseries et du textile. Elle y fait la connaissance d'une jeune assistante du collège Bryn Mawr, Frieda S. Miller, qui enseigne l'économie sociale. C'est le début d'une longue amitié et de collaboration. Grâce à Frieda S. Miller, Pauline Newman se réconcilie avec la littérature académique. Ensemble, elles créent la section de la WTUL de Philadelphie qui voit le jour en 1918, section qui est dirigée par Frieda S. Miller jusqu'en 1923, année de son départ pour New York où elle rejoint Pauline Newman qui habite dans un appartement de Greenwich Village,,,.

#### Parce que femme
En 1918, avant l'entrée en vigueur du dix-neuvième amendement de la Constitution des États-Unis, le Parti socialiste d'Amérique, propose à son congrès que Pauline Newman soit nommée au poste de secrétaire générale du parti. Cette proposition fait l'objet d'un article du Sun au titre ironique A Skirted Secretary of State (« Une secrétaire d’État en jupons »), qui écrit qu'il n'y a pas de place pour des femmes dans une direction générale car en cas de difficultés on ne sait absolument pas au nom de quels critères seront prises les décisions, au nom de la morale, du caprice, de l'impétuosité ? Même si cet article fait rire Pauline Newman, il demeure qu'elle perd l'élection au poste, et connaîtra plusieurs défaites de ce genre.

#### Les engagements de 1923 à 1983

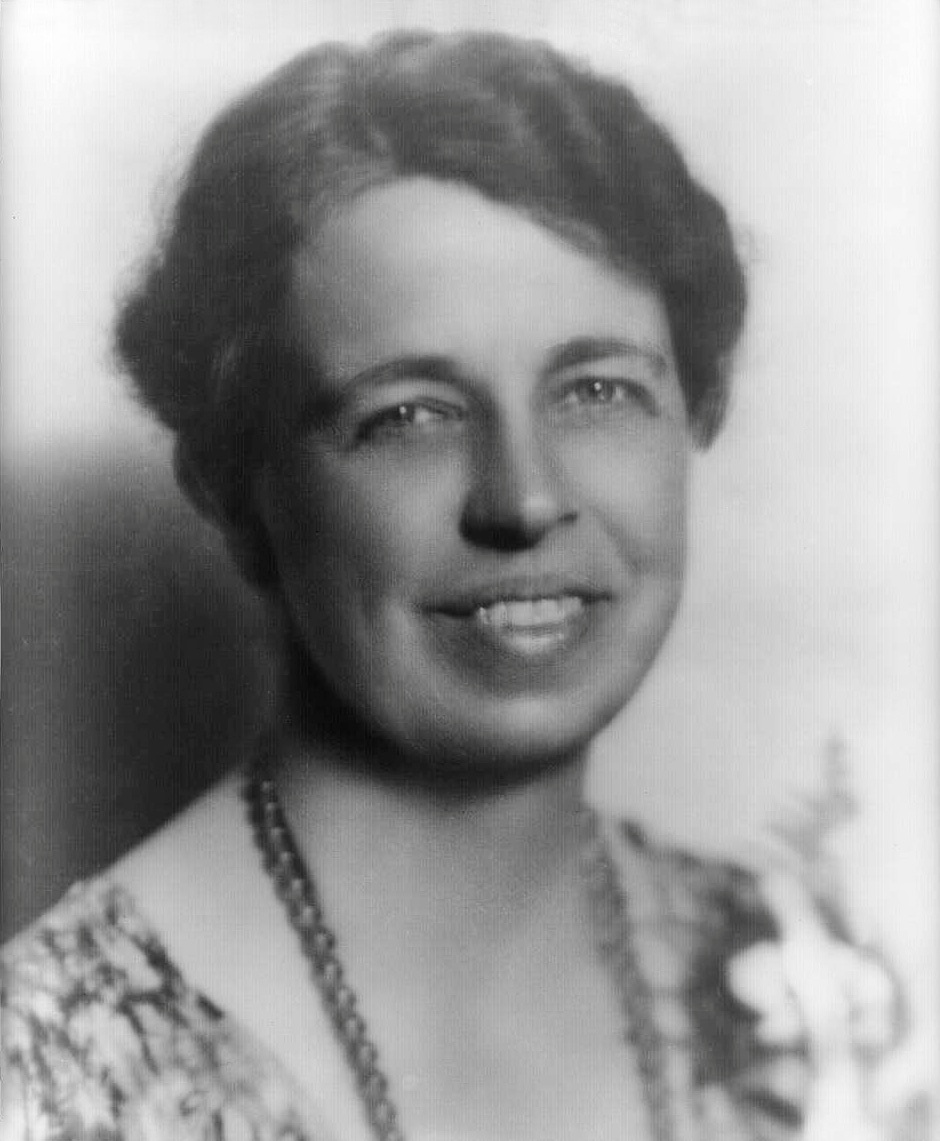
Photographie d'Eleanor Roosevelt prise en 1933.

En 1924, l'ILGWU nomme Pauline Newman au poste de directrice de l'ILGWU Union Health Center, un service sanitaire et hospitalier pour ses adhérents, le premier de ce type. Poste qu'elle tient pendant six ans. Durant sa direction, elle fait la promotion des soins sanitaires pour assurer la santé des ouvriers et plus particulièrement celle des ouvrières . Afin de conforter sa position elle se présente aux élections de WTUL, où en 1923, elle est élue vice-présidente de la section new-yorkaise,,.
Pendant les années de la Grande dépression, Pauline Newman fait tout son possible pour maintenir à flot l'ILGWU Union Health Center en demandant l'aide des puissants syndicats des ouvriers typographes, de la presse, de l'industrie électrique, en échange de leur soutien financier elle ouvre les portes du Health Center (« Centre de soins ») à leurs adhérents.
Durant les années 1920 et 1930, Pauline Newman fait partie des proches d'Eleanor Roosevelt qui l'invite régulièrement dans sa résidence de Val-Kill qui jouxte la maison familiale des Roosevelt à Hyde Park. Pendant la présidence de Franklin Delano Roosevelt, elle est aussi conviée de multiples fois à la Maison Blanche. Pauline Newman fait la une des journaux lorsque sur la demande d'Eleanor Roosevelt elle dirige une délégation d'ouvrières du textile pour passer une semaine à la Maison Blanche comme invitées de la première dame.
Durant son premier mandat (1934-1938), le maire de New York, Fiorello La Guardia mandate Pauline Newman pour qu'elle fasse un audit sur les entreprises de taxis à New York.
Durant la présidence de Harry Truman, Pauline Newman est missionnée en par le Département du Travail des États-Unis pour mener des enquêtes sur les conditions de vie dans les industries de l'Allemagne de l'après guerre ; elle est également consultée par le Service de santé publique des États-Unis pour qu'elle donne des conférences sur le travail des jeunes travailleurs et l'hygiène du travail.
Régulièrement, Pauline Newman est consultée sur diverses questions touchant les ouvrières et salariées comme le salaire minimum, les règles d’hygiène et de sécurité, le droit des femmes, cela par diverses instances nationales et internationales comme la législature de New York, l'United States Women's Bureau (en), la commission du statut des femmes de l'ONU, l'Organisation internationale du travail,,[pourquoi ?]
Pauline Newman travaillera pour l'ILGWU jusqu'en 1983 en donnant des conférences et des conseils auprès des jeunes militants et surtout sur la reconnaissances des ouvrières dans les luttes syndicales.

### Vie privée
La vie privée de Pauline Newman est relativement peu connue. Elle a vécu avec Frieda S. Miller jusqu'au décès de celle-ci en 1974, et a adopté en 1923, à sa naissance, la fille que Frieda Miller avait eu avec un homme marié pendant leur relation, Elisabeth Burger (en),.
Victime d'un infarctus du myocarde, Pauline Newman meurt en 1986 dans la maison de sa fille adoptive Elisabeth Burger,.

## Héritage
Pauline Newman laisse le souvenir d'une pionnière du syndicalisme des ouvrières, d'une habile organisatrice de mouvements ouvriers, de création d'institutions syndicales, d'innovation en matière du droit du travail américain et de la promotion des femmes au sein de la vie sociale, économique et politique.
Selon Cecyle S. Neidle, Pauline Newman plus que d'autres mérite une place dans un panthéon américain dédié aux contributions des femmes migrantes.